# Криптоаналитик
Криптоаналитик — специалист по криптоанализу. Одним из первых криптоаналитиков был Аристотель, криптографически вскрывший скиталу — одно из первых известных криптографических устройств. Современный криптоаналитик должен иметь познания в области математики и теории алгоритмов. Часто также является криптографом — специалистом по созданию и использованию средств шифрования.